# STOP NU-initiativet
STOP NU-initiativet bestod af størstedelen af den danske elev- og studenterbevægelse, som i efteråret 2004 protesterede mod forringelser i det danske uddannelsessystem. Daværende formand for Danske Gymnasieelevers Sammenslutning, Thor Möger Pedersen, var talsmand for initiativet, hvis aktiviteter kulminerede med en stor demonstration på bl.a.Christiansborg Slotsplads i forbindelse Folketingets åbning 5. oktober 2004, hvor bl.a. daværende undervisningsminister Ulla Tørnæs holdt tale. 
Initiativet havde dog ikke den store reelle politiske betydning, men var med til at skabe sympati og opbakning på uddannelsesinstitutionerne i landet. Ikke desto mindre måtte Tørnæs sige farvel til sin ministerpost kort efter hendes tale til STOP NU-demonstrationen, som fik stor mediebevågenhed grundet ministerens meget konfrontatoriske retorik over for de unge, som hun bl.a. beskyldte for at aktionere "på baggrund af misinformationer".
I januar 2005 forsøgte STOP NU-initiativet forny at skabe opmærksomhed omkring de unge og deres uddannelser ved at markere sig i valgkampen op til folketingsvalget i 2005, men herefter gled samarbejdet ud i sandet på trods af bestræbelser på at fastholde det.